# Newbury

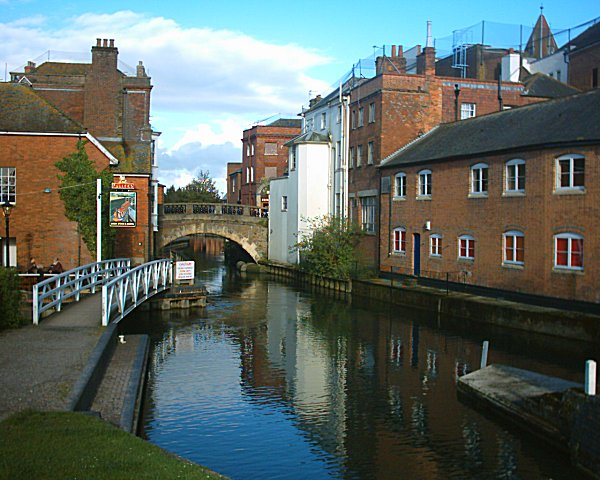

Newbury (Berkshire) es una ciudad del Reino Unido y tiene alrededor de 30.000 habitantes. Además, es la sede de Vodafone en el Reino Unido.
Algunos de los lugares más importantes de la ciudad son el West Berkshire Museum o el Corn Exchange. Cerca de la ciudad, se puede descubrir el Castillo de Highclere, bienquisto por el serie de tele Británico Downton Abbey.
También algunos de los personajes ilustres de la ciudad son Richard Adams, Roger Attfield, Francis Baily y Michael Bond.
- Datos: Q655874
- Multimedia: Newbury, Berkshire / Q655874